# Isolerende taal
Een isolerende taal – niet te verwarren met een isolaat – is in de morfologische taaltypologie het extreemste geval van een analytische taal.
In een isolerende taal komen helemaal geen verbuigingen, vervoegingen en gebonden morfemen (ofwel woordparadigma's) voor. In plaats daarvan zijn woordvolgorde (SVO, SOV, VSO, VOS, OSV of OVS), intonatie en klemtoon zeer belangrijke hulpmiddelen om aspecten als ruimtelijke relatie, grammaticale functie, tijd en getal uit te drukken.
Isolerende talen zijn meestal ook toontalen. Dit houdt in dat ze veel op verschillende toonhoogten uitgesproken  homofonen kennen, zonder dat dit enige verwarring oplevert.
Eigentijdse voorbeelden van isolerende talen zijn het Vietnamees en  Thai. De Chinese talen zijn bijna helemaal isolerend.